# Ванситтарт, Роберт
Роберт Джилберт Ванситтарт, 1-й барон Ванситтарт (англ. Robert Gilbert Vansittart; 25 июня 1881, Фарнэм, графство Суррей — 14 февраля 1957, Денхем, графство Бакингемшир) — британский дипломат, барон (1941).

## Биография
Родился в семье Роберта Арнольда Ванситтарта и Сьюзан Элис Блейн. Окончил колледж в Итоне.
На дипломатической службе с 1902.
Работал в британских дипломатических представительствах во Франции (1903—1907, 1919—1920), Иране (1907—1909), Египте (1909—1914), Швеции (1915—1919), в МИД Великобритании (1914—1915). Участвовал в работе Парижской мирной конференции 1919—1920.
В 1920—1924 — секретарь Министра иностранных дел, в 1924—1928 — советник Министра иностранных дел; в 1928—1930 — помощник заместителя министра иностранных дел и начальник личного секретариата премьер-министра; в 1930—1938 — постоянный заместитель министра иностранных дел; в 1938—1941 — главный дипломат, советник МИД Великобритании.
Ванситарт был сторонником жёсткой линии в противостоянии германской агрессии, однако в 1940 году он подал в суд на американского историка Гарри Элмера Барнса из-за его статьи, в которой Барнс обвинял Ванситтарта в провоцировании войны с Германией.

## Семья

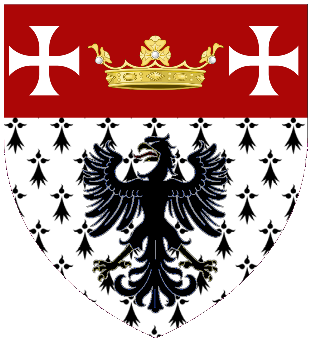
Герб.

Предки Роберта по отцовской линии были голландского происхождения. Сам он был старшим из трёх сыновей, его двоюродным братом был Э. Т. Лоуренс, более известный как Лоуренс Аравийский.
29.07.1931 Роберт женился на Сарите (1891—1985), вдове дипломата Колвилла Баркли.